# 이도현 (박사)
이도현은 대한민국의 언론인, 기업인, 법학자이다.
세계 최초의 탐정법 전공 법학박사이다.

## 상세
이도현 법학박사는 동국대학교(법무대학원)에서 세계 최초로 개설한 탐정법 전공 석사 1기 및 일반대학원(법학과)박사 과정에서 최우수 성적과 연구발표로 논문 학술상을 수상하고 최단기간 석·박사학위를 취득한 탐정법 전공 법학박사이며, 민간조사 관련 최대 기술특허 보유자이다.
이박사는 일본, 핀리핀, 미국 등 OECD 세계각국의 탐정사 제도를 세밀하게 연구하기 위하여 현지에서 운용 중인 경호·안전·탐정 등과 관련한 다양한 교육프로그램을 수료하였다.
주요 연구성과로는 치안삼륜행정이론을 최초로 정립했으며, 공익탐정사제도를 통해 우리나라에서도 탐정사제도가 조기 안착될 수 있음을 정책 제안하고 있다. 특히 민간조사 플랫폼 특허, 실종성인 긴급구조 시스템 특허, 블록체인을 활용한 020 기반 민간 조사 특허 등 민간 조사 관련 최다 기술특허를 보유하고 있다. 2020년 08월 05일에는 ‘탐정의 날’을 창시하여 매년 미아·실종자 가족을 위로하는 공익활동 및 연구를 이어가고 있다.
특히 이박사의 기술특허 중 실종성인 긴급구조 시스템은 그동안 범죄와 연루성이 없어 긴급구조를 받지 못하였던 실종성인에 대하여 긴급·응급 구조활동을 할 수 있도록 법의 한계를 극복하고 동시에 기술적으로 구현한 획기적인 연구성과로 경찰 및 소방의 행정효율이 급격히 개선되는 효과가 있을 것 이라고 한다
현재 이박사는 민간자원의 활용을 통한 정부의 행정효율을 개선시키기 위한 연구를 이어가고 있다.
또한 한국형 탐정사 제도의 조기 안착을 위해 국회, 학계, 협회, 업계 등 다양한 기관과 노력을 이어가고 있으며, 특히 국가의 치안기능을 보완하고 시민의 사생활 침해 없이 피해회복·권익보호에 기여할 수 있는 공익탐정사 제도의 안착을 위한 연구를 이어가고 있다.

## 주요성과
- 탐정의 날 창시 및 선포(실종자 가족지원)[4]
- 치안삼륜행정이론 창시(행정효율 극대화)[5]
- 공익탐정사 제도 정책제안(실종자 긴급구조 시스템)[6]

## 특허보유
- 민간조사기관 중개 시스템 및 방법 특허(소비자보호-비대면, 손해담보, 에스크로 등)[7]
- 성인 긴급구조시스템 특허 (실종성인 긴급구조 문제해결)[8]
- 블록체인을 이용한 O2O 기반 탐정 중개 시스템 및 방법(신원인증,개인정보보호,신변보호,범죄예방)[9]

## 주요연구실적
- 이도현, 2023, 공익탐정사 제도 도입방안에 관한 연구 : 실종자 찾기 업무를 중심으로 = A Study on the Introduction of a Public Interest Detective System : Focusing on finding missing persons
- 이도현, 2022, 탐정사법 입법정책 방향에 관한 연구 - 변호사법 제109조 제1호를 중심으로 - The Directions for Legislation of a Private Detective Law - A Study on the Problems of the Sub-Paragraph 1 of Article 109 of ATTORNEYS-AT-LAW -
- 이도현, 2021, 탐정업의 활성화를 위한 법제화 연구 - O2O 플랫폼과 ‘온플법’을 중심으로 - A Study on Legalization to Revitalize the Detective Industry - Focusing on the O2O Platform and 'Online Platform Law'-
- 이도현, 2020, 탐정의 업무범위에 관한 연구 = (A)Study on the Scope of Private Detectives Services

## 생애
서울 성수동에서 태어났다. 이후 경기도 여주에서 유년시절을 보내고 서울 잠실에서 성장했다.
아주대학교 경영대학원 MBA(경영학 석사)을 수료 하였으며, 이후 동국대학교에서 6여 년의 석사, 박사과정을 수료하고 최단기간에 졸업논문 심사를 통과하여 최초의 탐정법 전공 1호 법학박사가 되었다.
현재 언론사 및 플랫폼을 개발하는 IT기업을 운영하며 다양한 분야의 융,복합 기술개발을 이어가고 있으며, 수백 건의 민사 본안소송을 수행한 민사법 전문 법학자이기도 하다.
현재 치안행정지원 및 시민의 피해회복, 권익보호를 위한 민간자원의 활용에 대한 연구를 이어가고 있으며 특히 수익자부담이론에 터잡아 운영되는 사립탐정사제도 또는 자격제도에 의한 공인탐정사제도와는 전혀 다른 국가의 위임 사무 및 공익업무만을 취급하는 한국형 공익탐정사제도의 안착을 위한 법이론적 체계를 완성해 나가고 있다.